# カジミェシュ・セロツキ国際作曲コンクール
カジミェシュ・セロツキ国際作曲コンクールは、ポーランドで行われる国際作曲コンクール。カジミェシュ・セロツキの早逝を悼む目的と、世界の優れた作曲家を発掘する目的で開設された。

## 概要
当初は1984年から3年に1度開かれる国際コンクールであったが、1996年より隔年開催へ移行している。当初は賞に順位を付してはいなかったが、1996年からは正規に順位を付している。近年は室内楽作品で争い、原則として入賞は3人である。2019年は加えて3つの佳作も授与されることになった。

## 優勝者
- 第1回（1984年） ベント・ロレンツェン（デンマーク）
- 第2回（1987年） 該当なし。ただし最高位メック特別賞にベルンフリート・E・G・プレーベ（西ドイツ）
- 第3回（1990年） オレクサンドル・シェチンスキー（ソビエト連邦）
- 第4回（1993年） ローリー・ラドフォード（カナダ）
- 第5回（1996年） ペドロ・パラツィオ（アルゼンチン）
- 第6回（1998年） 藤倉大（日本、イギリス在住）
- 第7回（2000年） ジャンニ・ジャコマッツォ（イタリア）
- 第8回（2002年） ホセ・ルイ・カンパナ（アルゼンチン、フランス在住）
- 第9回（2004年） トマ・シマク（アルバニア、イギリス在住）
- 第10回（2006年） 中村寛（日本）
- 第11回（2008年） マリオス・ヨアンノー・エリア（キプロス、オーストリア在住）
- 第12回（2011年） アドリアノ・ガリアネッロ（イタリア）
- 第13回（2013年） 該当なし、ただし第2位同着にパナヨティス・ココラス（ギリシャ・アメリカ合衆国在住） とリー・ソンギュン（韓国） 。
- 第14回（2015年） アドリアノ・ガリアネッロ（イタリア）
- 第15回（2017年） 大前哲（日本）
- 第16回（2019年） チョイ・ジンソク（韓国） [3][4]
- 第17回（2021年） ホン・スンジ（韓国[5]）
- 第18回（2023年） 木村真人[6][7]（日本）